# Charzysk
Charzysk (ukrainisch Харцизьк; russisch Харцызск Charzyssk) ist eine Industriestadt in der Oblast Donezk im Osten der Ukraine mit 58.000 Einwohnern (2015). Charzysk ist eine Stadt von regionaler Bedeutung.

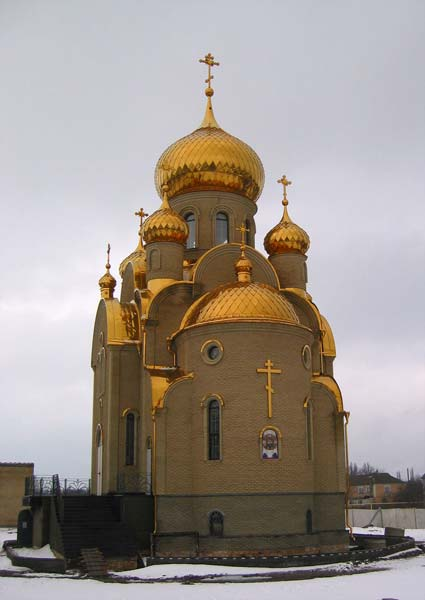
„Iberischer Schrein“, Orthodoxe Kirche in Charzysk

## Geschichte
Am 21. Dezember 1869 an einem Bahnhof gegründet wuchs der Ort mit dem Beginn der Kohle-, Bergbau und Stahlindustrie und entwickelte sich zu einer Industriestadt. Seit 1938 Stadt, hatte Charzysk zwischen 1962 und Juli 2020 den Status einer kreisfreien Stadt.
Die Stadt befindet sich seit 2014 unter Kontrolle der international nicht anerkannten Volksrepublik Donezk und gehört nach Angaben der ukrainischen Regierung zu einem Gebiet, auf dem die Organe der Staatsmacht vorübergehend ihre Befugnisse nicht ausüben.

## Geographie
Charzysk liegt im Donezbecken etwa 30 km östlich vom Oblastzentrum Donezk an der Fernstraße N21.

### Stadtgemeinde
Die Stadtratsgemeinde Charzysk unterteilt sich weitergehend in:
- 2 Stadtratsgemeinden:
  - Suhres (Зугрес, etwa 20.000 Einwohner) mit:
    - Siedlung städtischen Typs Mykolajiwka
    - Dorf Zupky (Цупки)
    - Siedlung Wodobud (Водобуд)

  - Ilowajsk (Іловайськ, etwa 17.500 Einwohner) mit:
    - Dorf Tretjaky (Третяки)
    - Siedlung Wynohradne (Виноградне)
- 2 Siedlungsratsgemeinden (Siedlungen städtischen Typs):
  - Sujiwka
  - Trojizko-Charzysk mit:
    - Siedlung städtischen Typs Pokrowka
    - Siedlung städtischen Typs Schachtne
    - Siedlung städtischen Typs Schyroke
    - Siedlung städtischen Typs Wojkowe (offiziell seit 2016 Blahodatne/Благодатне)
    - Dorf Piwtsche (Півче)
- 1 Siedlung städtischen Typs Hirne
- 1 Siedlung Wedmesche (Ведмеже)

Die gesamte Stadtgemeinde Charzysk hat 104.300 Einwohner (2013) und eine Fläche von 202,9 km², was eine Bevölkerungsdichte von 515 Einwohner/km² ergibt.

## Bevölkerung

### Ethnien und Sprachen
Laut der Volkszählung von 2001 sind 52,4 % der Bevölkerung ethnische Ukrainer und 44,1 % ethnische Russen. Mehr als 80 % der Bewohner sind russische Muttersprachler, lediglich 16,3 % der Bevölkerung sind ukrainische Muttersprachler.
| Nationalität | Zahl    | Anteil | davon … als Muttersprache        | davon … als Muttersprache | davon … als Muttersprache | davon … als Muttersprache | davon … als Muttersprache |
| Nationalität | Zahl    | Anteil | die Sprache eigener Nationalität | ukrainisch                | russisch                  | andere                    | keine Angabe              |
| alle         | 113.685 | 100    | x                                | x                         | x                         | x                         | x                         |
| Ukrainer     | 59.615  | 52,4   | 29,6                             | 29,6                      | 70,3                      | 0,1                       | -                         |
| Russen       | 50.129  | 44,1   | 98,8                             | 1,1                       | 98,8                      | 0,1                       | -                         |
| Weißrussen   | 1.043   | 0,9    | 10,5                             | 2,8                       | 86,5                      | 0,2                       | -                         |
| Armenier     | 342     | 0,3    | 28,9                             | 0,9                       | 69,9                      | 0,3                       | -                         |
| Griechen     | 321     | 0,3    | 4,4                              | 3,7                       | 91,6                      | 0,3                       | -                         |
| Georgier     | 254     | 0,2    | 25,6                             | 1,2                       | 72                        | 1,2                       | -                         |

### Bevölkerungsentwicklung
Quellen:
1897–1940: 
1959: 
1970: 
1979: 
1989–2015: 

## Partnerstädte
- Taganrog, Russland
- Masyr, Belarus
- Mukatschewo, Ukraine

## Söhne und Töchter der Stadt
- Juri Budanow (1963–2011), russischer Offizier
- Eduard Sergienko (* 1981), kasachischer Fußballspieler
- Pavlo Doroshilov (* 1994), russischer Boxer